# Pseudicius badius
Pseudicius badius là một loài nhện trong họ Salticidae.
Loài này thuộc chi Pseudicius. Pseudicius badius được Eugène Simon miêu tả năm 1868.